# أو سونغ هون
أو سونغ هون (هانغل: 오승훈) هو لاعب كرة قدم كوري جنوبي في مركز حراسة المرمى، ولد في 30 يونيو 1988 في كوريا الجنوبية. لعب مع توكوشيما فورتيس ونادي كيوتو سانغا.

## وصلات خارجية
- أو سونغ هون على موقع رابطة كرة القدم اليابانية للمحترفين (اليابانية)
- أو سونغ هون على موقع دوري كوريا الجنوبية (الإنجليزية)
- أو سونغ هون على موقع قاعدة بيانات كرة القدم.إي يو (الإنجليزية)